# Stazione di Asamblea de Madrid-Entrevías
La stazione di Asamblea de Madrid-Entrevías è una stazione ubicata sulla ferrovia Madrid-San Fernando de Henares. Si trova nei pressi dell'Assemblea di Madrid (parlamento della comunità autonoma di Madrid), nel distretto Puente de Vallecas. Proprio per la sua vicinanza all'Assemblea, nel 1998 la stazione che si chiamava semplicemente Entrevías, assunse il nome attuale.

## Storia
La stazione è stata inaugurata il 3 maggio 1859 con l'apertura del tratto tra Madrid e Guadalajara della linea Madrid-Saragozza.
L'attuale stazione entrò in servizio l'8 maggio 2007, dopo una grande opera di ammodernamento che portò all'interramento dei binari della stazione.

## Movimento
L'infrastruttura è servita linee C-2, C-7 e C-8 della rete delle cercanías di Madrid.